# Qianwei (socken i Kina, Heilongjiang)
Qianwei (kinesiska: 前卫, 前卫乡) är en socken i Kina. Den ligger i provinsen Heilongjiang, i den nordöstra delen av landet, omkring 490 kilometer nordost om provinshuvudstaden Harbin.
Genomsnittlig årsnederbörd är 838 millimeter. Den regnigaste månaden är juli, med i genomsnitt 177 mm nederbörd, och den torraste är januari, med 7 mm nederbörd.